# Botelloides chrysalidus
Botelloides chrysalidus is een slakkensoort uit de familie van de Trochidae. De wetenschappelijke naam van de soort is voor het eerst geldig gepubliceerd in 1914 door Chapman & Gabriel.